# Pugilato ai II Giochi europei
Le gare di pugilato ai II Giochi europei sono state disputate a Minsk dal 21 al 30 giugno 2019. La competizione maschile è valsa anche come edizione dei campionati europei dilettanti 2019.

## Podi

### Maschili
| Categoria     | Oro                    | Argento               | Bronzo                               |
| Mosca leggeri | Arthur Hovhannisyan    | Sakhil Alakhverdovi   | Regan Daly Federico Serra            |
| Mosca         | Gabriel Escobar        | Daniel Asenov         | Manuel Cappai Galal Yafai            |
| Gallo         | Kurt Walker            | Mykola Butsenko       | Peter McGrail Sharafa Raman          |
| Leggeri       | Dzmitryj Asanaŭ        | Gabil Mamedov         | Karen Tonakanyan Otar Eranosyan      |
| Superleggeri  | Hovhannes Bachkov      | Sofiane Oumiha        | Enrico Lacruz Luke McCormack         |
| Welter        | Pat McCormack          | Khariton Agrba        | Lorenzo Sotomayor Yevhenii Barabanov |
| Medi          | Oleksandr Chyžnjak     | Salvatore Cavallaro   | Andrej Csemez Michael Nevin          |
| Mediomassimi  | Loren Alfonso          | Benjamin Whittaker    | Simone Fiori Gor Nersesyan           |
| Massimi       | Muslim Gadzhimagomedov | Uladzislau Smiahlikau | Toni Filipi Cheavon Clarke           |
| Supermassimi  | Victor Vykhryst        | Mourad Aliev          | Marko Milun Nelvie Tiafack           |

### Femminili
| Categoria    | Oro                | Argento             | Bronzo                                |
| Mosca        | Buse Naz Çakıroğlu | Svetlana Soluianova | Sandra Drabik Gabriela Dimitrova      |
| Gallo        | Stanimira Petrova  | Michaela Walsh      | Jemyma Betrian Daria Abramova         |
| Leggeri      | Mira Potkonen      | Kellie Harrington   | Anastasija Beljakova Agnes Alexiusson |
| Superleggeri | Karolina Koszewska | Assunta Canfora     | Grainne Walsh Nadine Apetz            |
| Medi         | Lauren Price       | Nouchka Fontijn     | Darima Sandakova Elżbieta Wójcik      |